# Yagoua
Yagoua es un municipio del departamento Mayo-Danay de la región del Extremo Norte, Camerún. En noviembre de 2005 tenía una población censada de 91 979 habitantes.
Se encuentra ubicado cerca de la frontera con Nigeria y Chad.